# Марван I ибн аль-Хакам
Марван I (Марван ибн аль-Хакам) (623—685) (араб.  مروان بن الحكم ‎) — четвёртый омейядский халиф. Основатель марванидской поддинастии Омейядов. Двоюродный брат халифа Усмана, одного из четырёх праведных халифов.
Марван ибн аль-Хакам был любимцем Усмана, после вероломного убийства которого он, как мужественно защищавший своего халифа, вынужден был бежать. Пришёл к власти после отречения в июне 684 года Муавии II.
Одержал победу над полководцами своего соперника, Абдуллаха ибн аз-Зубайра, после чего был признан в Сирии, Египте и Месопотамии.

## Ранние годы

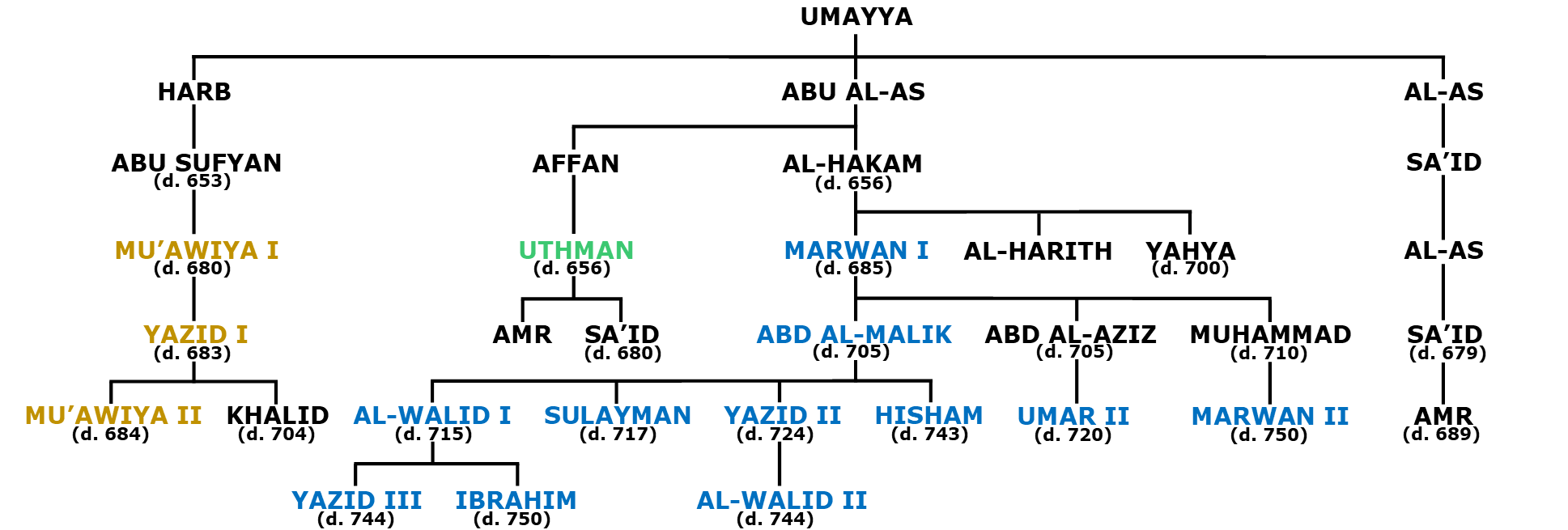
Родословная Марвана I

Марван родился в 623 или 626 году. Его отцом был аль-Хакам ибн Аби аль-Ас из клана Умайя (Омейяды), самого сильного клана курайшитов, доминировавшего в городе Мекка в Хиджазе. Курайшиты массово обратились в ислам примерно в 630 году после завоевания Мекки пророком Мухаммедом, который сам был курайшитом. Марван знал Мухаммеда и, таким образом, считается одним из сахабов последнего (спутников). Матерью Марвана была Амина бинт Алкама из клана Кинана, доминировавшего в области, простирающейся на юго-запад от Мекки до береговой линии Тихама.

## Секретарь халифа Усмана
Во время правления халифа Усмана (644—656) Марван принял участие в военной кампании против византийцев в Карфагене (в центральной части Северной Африки), где он приобрел значительные военные трофеи. Они, вероятно, легли в основу значительного богатства Марвана, часть которого он инвестировал в недвижимость в Медине, столице халифата. В неустановленный момент он служил губернатором Усмана в Фарсе (юго-западный Иран), прежде чем стать «катибом» (секретарем или писцом) халифа и, возможно, надзирателем казначейства Медины. По словам историка К. Э. Босворта, в этом качестве Марван «несомненно помог» в пересмотре «того, что стало каноническим текстом Корана» в правление Усмана.
Историк Х. Н. Кеннеди утверждает, что Марван был «правой рукой халифа». Согласно традиционным мусульманским данным, многие бывшие сторонники Усмана среди курайшитов постепенно отказались от его поддержки в результате всепроникающего влияния Марвана, которого они обвиняли в спорных решениях халифа. Историк Ф. Доннер ставит под сомнение правдивость этих сообщений, ссылаясь на маловероятность того, что Усман оказался бы под сильным влиянием более молодого родственника, такого как Марван, и редкость конкретных обвинений против последнего, он описывает эти сообщения как возможную «попытку более поздней исламской традиции спасти репутацию Усмана как одного из так называемых „праведных“ халифов, выставляя Марвана источником печальных событий конца двенадцатилетнего правления Усмана».
Недовольство непотистической политикой Усмана и конфискацией бывших сасанидских коронных земель в Ираке заставило курайшитов и обделенные элиты Куфы и Египта выступить против халифа. В начале 656 года повстанцы из Египта и Куфы вошли в Медину, чтобы заставить Усмана изменить свою политику. Марван рекомендовал ответить на их действия силой. Вместо этого Усман вступил в переговоры с египтянами, самой многочисленной группой мятежников. По возвращении в Египет мятежники перехватили письмо от имени Усмана к губернатору Египта Ибн Аби Сарху, в котором содержалось указание принять меры против повстанцев. В ответ египтяне вернулись в Медину и осадили Усмана в его доме в июне 656 года. Усман утверждал, что не знал о письме, и, возможно, оно было написано Марваном без ведома халифа. Несмотря на приказы об обратном, Марван активно защищал дом Усмана и был тяжело ранен в шею, когда бросил вызов повстанцам, собравшимся у входа. Согласно традиции, он был спасен вмешательством его лекарши, Фатимы бинт Авс, и перевезён в безопасное место. Вскоре после этого Усман был убит повстанцами, что стало одним из основных факторов, способствовавших Первой мусульманской гражданской войне. Призывы отомстить за его смерть во главе с Омейядами и одной из жен Мухаммеда, Аишей, которая ранее агитировала против Усмана, стали объединяющим лозунгом оппозиции его преемнику Али ибн Абу Талибу, двоюродному брату и зятю Мухаммеда.
В последующих военных действиях между Али и курайшитскими сторонниками Аиши Марван первоначально встал на сторону последней. Он сражался вместе с силами Аиши в битве при верблюде под Басрой в декабре 656 года. Марван воспользовался битвой, чтобы убить одного из сторонников Аиши, известного спутника Мухаммеда, Тальху ибн Убайдаллаха, которого он считал ответственным за подстрекательство к убийству Усмана. Марван выпустил стрелу в Тальху, и она пробила ему седалищную вену ниже колена, когда войска Аиши отступали в рукопашной схватке с солдатами Али. По словам историка В. Маделунга, Марван очевидно ждал возможности убить Тальху, когда Аиша была близка к поражению и, таким образом, была в слабом положении, чтобы призвать Марвана к ответу. После победы Али Марван перешёл на его сторону и принес клятву верности. Али помиловал его, но Марван вновь изменил клятве и отправился в Сирию, где его дальний родственник Муавия ибн Абу Суфьян, отказавшийся признать Али, был губернатором. Марван участвовал вместе с Муавией в битве при Сиффине с армией Али в 657 году, которая закончилась тупиковой ситуацией и неудачными переговорами.

## Губернатор Медины

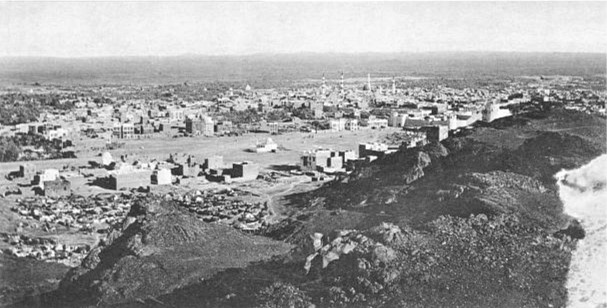
Медина в 1913 году

Али был убит хариджитом, членом секты, противостоявшей Али и Муавии, в январе 661 года. Его сын и преемник Хасан ибн Али отрекся от престола в мирном договоре с Муавией, который въехал в столицу Хасана и Али Куфу и был объявлен халифом, что ознаменовало утверждение Омейядского халифата. Марван стал губернатором Муавии в Бахрейне (восточная Аравия), а затем дважды служил губернатором Медины в 661—668 и 674—677 годах. В промежутке между этими двумя губернаторствами этот пост занимали родственники Марвана Саид ибн аль-Ас и аль-Валид ибн Утба ибн Аби Суфьян. Медина утратила свой статус политического центра Халифата после убийства Усмана, а при Муавии столица переместилась в Дамаск. Однако Медина оставалась центром арабской культуры и исламской науки и домом традиционной исламской аристократии. Старые элиты Медины, включая большую часть семьи Омейядов, возмущались установлением власти Муавии; историк Ю. Веллхаузен по этому поводу написал: «Каким позором для Марвана, бывшего всемогущего канцлера Усмана, был пост правителя провинциальной Медины! Неудивительно, что он бросал завистливые взгляды на своего двоюродного брата в Дамаске, который его опередил».
Во время своего первого губернаторского срока Марван приобрел у Муавии большое поместье в оазисе Фадак на северо-западе Аравии, которое он затем передал своим сыновьям Абдуль-Малику и Абд аль-Азизу. Первое увольнение Марвана с поста губернатора заставило его отправиться ко двору Муавии для получения объяснений от халифа, который указал на три причины: отказ Марвана конфисковать для Муавии имущество их родственника Абдаллаха ибн Амира после увольнения последнего с поста губернатора Басры; критику Марваном того, что халиф приблизил к себе Зияда ибн Абихи, преемника Ибн Амира в Басре, который был противником семьи Омейядов; отказ Марвана помочь дочери халифа Рамле в семейном споре с её мужем Амром ибн Усманом ибн Аффаном. В 670 году Марван возглавил Омейядов в протесте против попытки захоронения Хасана ибн Али рядом с могилой Мухаммеда, вынудив брата Хасана Хусейна и его клан, бану Хашим, похоронить его в другом месте. После этого Марван участвовал в похоронах и восхвалял Хасана за терпение, которое «весило, как горы».
По словам историка К. Босворта, Муавия, возможно, с подозрением относился к амбициям Марвана и ветви Абу аль-Ас в клане Омейядов в целом, которая была значительно более многочисленной, чем линия Абу Суфьяна (Суфьянидов), к которой принадлежал Муавия. Марван был одним из старейших и самых авторитетных Омейядов в то время, когда было мало опытных суфьянидов зрелого возраста. Босворт размышляет, что это, «возможно, побудили Муавию к усыновлению своего сводного брата Зияда ибн Абихи и к назначению себе наследника в лице сына Язида ещё при собственной жизни». Действительно, Марван ранее предложил сыну Усмана Амру потребовать престол, но Амр оказался не заинтересован. Марван неохотно признал кандидатуру Язида в 676 году, но приватно призвал другого сына Усмана, Саида, оспорить правопреемство. Амбиции Саида были нейтрализованы, когда халиф дал ему военное командование Хорасаном, самым восточным регионом Халифата.

## Лидер Омейядов Медины
После смерти Муавии в 680 году Хусейн ибн Али, Абдуллах ибн аз-Зубайр и Абдаллах ибн Умар, сыновья видных курайшитских соратников Мухаммеда, каждый со своими претензиями на власть, отказались от верности сыну Муавии Язиду. Марван, лидер клана Омейядов в Хиджазе, посоветовал аль-Валиду ибн Утбе, тогдашнему губернатору Медины, принудить Хусейна и Ибн аз-Зубайра, которых он считал особенно опасными для правления Омейядов, признать власть халифа. Хусейн ответил на вызов аль-Валида, но отказался признать Язида в частной беседе, предложив публично заявить об этом. Аль-Валид согласился и не стал требовать байа прямо сейчас, что вызвало возмущение Марвана, который присутствовал на встрече, и требование арестовать Хусейна, пока тот не принесёт клятву Язиду, или казнить его, если откажется. Тогда Хусейн проклял Марвана и покинул встречу, в конце концов направившись к Куфе, чтобы возглавить восстание против Омейядов. Он был убит войсками Язида в битве при Кербеле в октябре 680 года.
Тем временем Ибн аз-Зубайр сбежал в Мекку, где сплотил оппозицию Язиду из своей штаб-квартиры в Каабе, святилище ислама, где насилие традиционно запрещалось. В 683 году жители Медины восстали против халифа и напали на местных Омейядов и их сторонников, побудив их укрыться в домах Марвана в пригороде города, где они были осаждены. В ответ на просьбу Марвана о помощи, Язид направил экспедиционные силы сирийских соплеменников во главе с мусульманином ибн Укбой, чтобы утвердить власть Омейядов в регионе. Омейяды Медины были впоследствии изгнаны, и многие, включая Марвана и семью Абу аль-Аса, сопровождали экспедицию Ибн Укбы. В последовавшей битве при Аль-Харре в августе 683 года Марван провел своих всадников через Медину и предпринял тыловую атаку против мединских защитников, сражавщихся с Ибн Укбой на восточной окраине города. Несмотря на победу над мединцами, армия Язида отступила в Сирию после смерти халифа в ноябре. После отъезда сирийцев Ибн аз-Зубайр объявил себя халифом и вскоре получил признание в большинстве провинций Халифата, включая Египет, Ирак и Йемен. Марван и Омейяды Хиджаза были изгнаны во второй раз силами Ибн аз-Зубайра, и их имущество было конфисковано.

## Правление

### Выдвижение

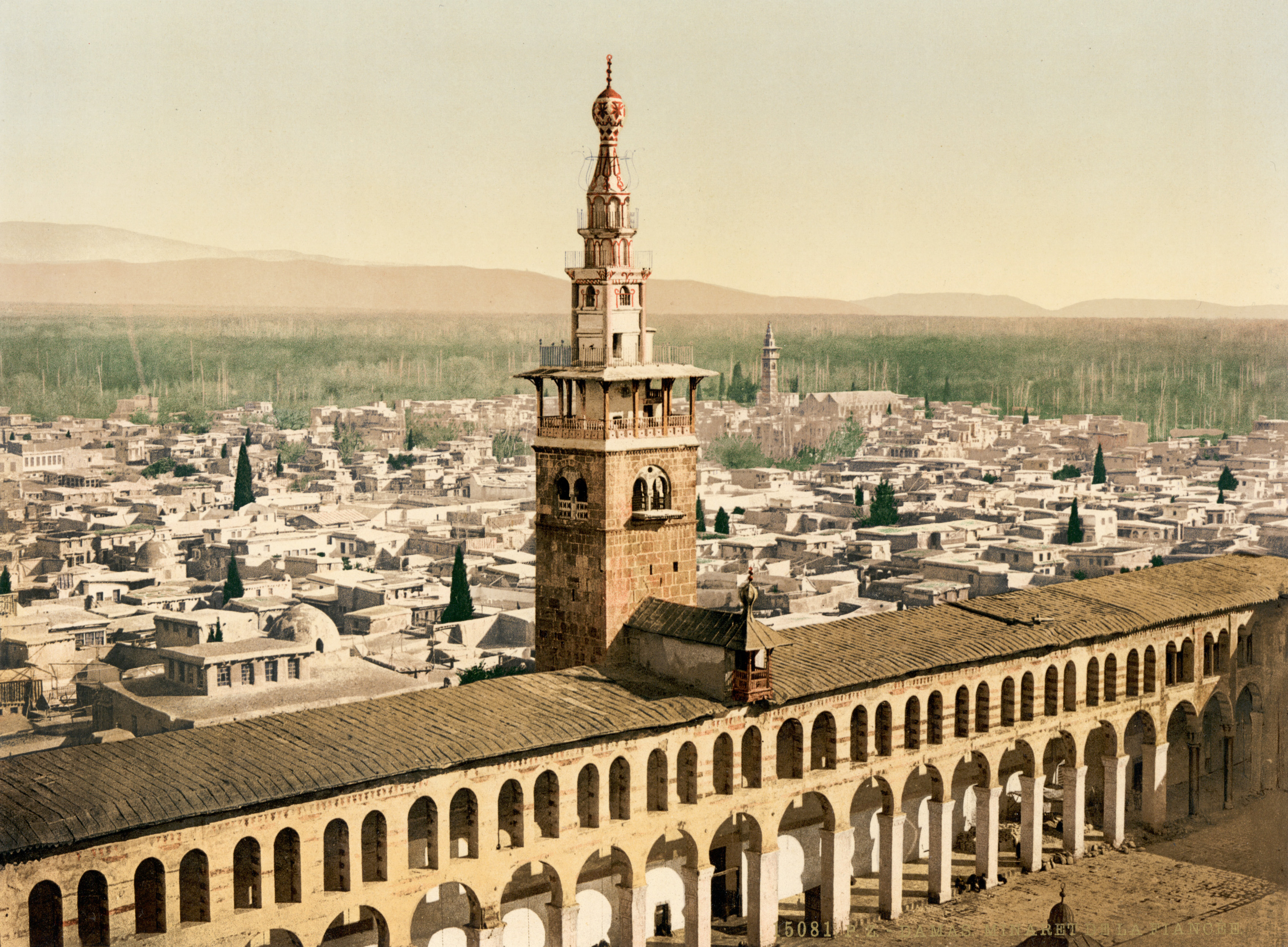
Марван был избран главой клана Омейядов и халифом в Дамаске (гравюра 1895 года)

К началу 684 года Марван находился в Сирии, либо в Пальмире, либо при дворе малолетнего сына и преемника Язида, Муавии II в Дамаске. Последний умер через несколько недель правления, не назначив преемника. Губернаторы сирийских джундов (военных округов) Палестина, Хомс и Киннасрин присягнули Ибн аз-Зубайру. В результате Марван был готов признать легитимность Ибн аз-Зубайра. Однако изгнанный губернатор Ирака Убайдаллах ибн Зияд призвал его стать преемником Муавии II во время совета верноподданных сирийских арабских племен, проходившего в Джабийе. Заявки на лидерство в мусульманской общине выявили конфликт между тремя развивающимися принципами преемственности. Общее признание Ибн аз-Зубайра было основано на исламском принципе передачи лидерства самым праведным и выдающимся мусульманам, в то время как сторонники Омейядов на совете в Джабийе обсуждали два других принципа: прямое наследование, основанное Муавией I, в этом случае халифом следовало объявить малолетнего Халида ибн Язида; арабская племенная традиция избрания самого мудрого и наиболее способного члена клана, воплощенная в данном в лице Марвана.
Организатор совета в Джабийе Ибн Бахдал, вождь могущественного племени бану калб и двоюродный брат Язида, поддержал кандидатуру Халида. Большинство других вождей выбрали Марвана, сославшись на его зрелый возраст, политическую проницательность и военный опыт, и на юность и неопытность Халида. Историк IX века аль-Якуби цитирует вождя одного из племен Равха, высказавшегося в поддержку Марвана: «Люди Сирии! Это Марван ибн аль-Хакам, глава курайшитов, который отомстил за кровь Усмана и сражался с Али ибн Абу Талибом». В конечном итоге был достигнут компромисс 22 июня 684 года, в соответствии с которым Марван объявлялся халифом, но наследовать ему должны были Халид, а затем Амр ибн Саид ибн аль-Ас. В обмен на поддержку Марвана сирийским племенам, которые вскоре после этого стали известны как фракция «ямани» («йеменцы»), была обещана финансовая компенсация. Яманская племенная знать («ашраф») требовала от Марвана тех же придворных и военных привилегий, которые они имели при предыдущих омейядских халифах. Их лидер Хусейн ибн Нумайр пытался заключить аналогичную договоренность с Ибн аз-Зубайром, который публично отверг эти условия. Напротив, Марван «осознал важность сирийских войск и искренне сочувствовал их требованиям», согласно историку М. Рихану. Подводя итог, Кеннеди пишет: «у Марвана не было опыта или контактов в Сирии; он был бы полностью зависим от знати ямани, которая избрала его».

### Компании по восстановлению власти Омейядов

Карта халифата к 686 году

В противовес клану калб про-зубайридские племена кайситов выступили против вступления Марвана на престол и сподвигли аль-Дахака ибн Кайса аль-Фихри, губернатора Дамаска, мобилизовать силы для войны; аль-Даххак и кайситы разбили лагерь на равнине Мардж-Рахит к северу от Дамаска. Большинство сирийских джундов поддержали Ибн аз-Зубайра, за исключением Иордании, доминирующим племенем которой была калб. При поддержке калбитов и союзных племен Марван выступил против большой армии аль-Даххака, в то время как в Дамаске знать изгнала сторонников аль-Даххака и передала город под власть Марвана. В августе силы Марвана разгромили кайситов и убили аль-Даххака в битве при Мардж-Рахит. Восстание Марвана подтвердило власть племенной конфедерации Кудаа, в состав которой входил калб, и после битвы калбиты образовали союз с конфедерацией кахтанитов, сформировав новое «супер-племя» ямани. Остатки кайситов сплотились вокруг Зуфара ибн аль-Хариса аль-Килаби, который захватил крепость Каркисия (Циркезиум) в Верхней Месопотамии, и возглавлял племенную оппозицию Омейядам.
Несмотря на победу и консолидацию власти Омейядов в центральной Сирии, власть Марвана не была признана в остальных бывших владениях Омейядов; по словам Кеннеди, с помощью Ибн Зияда и Ибн Бахдала Марван обязался восстановить правление Омейядов во всем Халифате. В Палестину он отправил Равха ибн Зинбы, который обратил в бегство войска своего соперника за лидерство в племени джудхам, про-зубайридского губернатора Натила ибн Кайса. Марван также укрепил власть Омейядов в северной Сирии. К февралю-марту 685 года он обеспечил своё правление в Египте благодаря помощи арабского племенного дворянства столицы провинции Фустаты. Про-зубайридский губернатор провинции Абд ар-Рахман ибн Утба аль-Фихри был изгнан и заменен сыном Марвана Абд аль-Азизом. Впоследствии силы Марвана во главе с Амром ибн Саидом отразили экспедицию зубайридов против Палестины, начатую братом Ибн аз-Зубайра Мусабом. Марван также отправил экспедицию в Хиджаз во главе с Хубайшем ибн Дульджей. К началу 685 года он направил армию во главе с Ибн Зиядом, чтобы отвоевать Ирак у зубайридов и алидов.

### Смерть
После правления от шести до десяти месяцев, в зависимости от источника, Марван умер весной 685 года. Точная дата его смерти неясна из средневековых источников: историки Ибн Сад, Ат-Табари и Халифа ибн Хайят указывают 10 или 11 апреля, аль-Масуди — 13 апреля, Илия Нисибский — 7 мая. Самые ранние мусульманские источники утверждают, что Марван умер в Дамаске, в то время как аль-Масуди считает, что он умер в своей зимней резиденции в Аль-Синнабре близ Тивериадского озера. Хотя в традиционных мусульманских источниках широко сообщается, что Марван был убит во сне Умм Хашим Фахитой в отместку за серьёзное словесное оскорбление её чести со стороны халифа, большинство западных историков отвергают эту историю. Босворт подозревает, что Марван скончался от чумы, поразившей Сирию в то время.
По возвращении Марвана в Сирию из Египта в 685 году он назначил своих сыновей Абдуль-Малика и Абд аль-Азиза своими преемниками. Достигнув аль-Синнабра и узнав, что Ибн Бахдал признал Амр ибн Саида халифом в ожидании преемника Марвана, он вызвал Ибн Бахдала и в конечном счете потребовал, чтобы тот дал клятву верности Абдуль-Малику. Этим Марван отказался от договоренности, достигнутой на совете в Джабийе в 684 году, воссоздав принцип прямой наследственной преемственности. Абдуль-Малик вступил на престол без возражений со стороны ранее назначенных преемников, Халида ибн Язида и Амр ибн Саида. После этого наследственная преемственность стала стандартной практикой омейядских халифов.

## Оценки
Сделав свой род основой своей власти, Марван управлял халифатом по образцу халифа Усмана, который в значительной степени полагался на своих родственников, в отличие от Муавии I, который держал их на расстоянии. В частности, Марван дал своим сыновьям Мухаммеду и Абд аль-Азизу ключевые военные посты и обеспечил преемственность Абдуль-Малика в качестве халифа. Несмотря на бурное начало, марваниды были установлены как правящий дом Омейядского халифата на последующие 70 лет.
По мнению Босворта, Марван «был военным лидером и государственным деятелем, обладающим огромными навыками и решительностью, которые наделены такими качествами, как уравновешенность и проницательность, характеризовавшими других выдающихся членов клана Омейядов». По мнению Маделунга, путь Марвана к престолу был «по-настоящему мастерской политической игрой», кульминацией интриг его ранней карьеры. Оно включало поощрение Усманом расширения прав и привилегий Омейядов и утверждение в статусе «первого мстителя» за убийство Усмана.
Марван также был известен как грубый и внешне не располагающий к себе человек. Он получал постоянные травмы в сражениях, его высокий и изможденный внешний вид дал ему прозвище «хайт батиль» («тонкая нить»). В более поздней антиомейядской мусульманской традиции Марван был высмеян как «Тарид ибн Тарид» («незаконный сын») в связи с предполагаемым изгнанием его отца аль-Хакама пророком Мухаммедом и изгнанием самого Марвана из Медины Ибн аз-Зубайром. Его также называли Абу аль-Джабабира («отец тиранов»), так как его сын и внуки позже унаследовали халифский титул.
Ряд сообщений, цитируемых средневековыми исламскими историками аль-Баладхури (ум. 892) и Ибн Асакиром (ум. 1176), свидетельствуют о благочестии Марвана. Так, историк IX века аль-Мадаини пишет о том, что Марван был среди главных почитателей Корана, сам Марван заявлял, что читал Коран более сорока лет до битвы при Мардж-Рахит. На основании того, что многие из его сыновей носили явно исламские имена (в отличие от традиционных арабских имен), Доннер полагает, что Марван действительно был глубоко религиозным человеком.

## Семья
У Марвана было по меньшей мере шестнадцать детей, среди них не менее двенадцати сыновей от пяти жен и «ум-валад» (наложницы). От жены Аиши, дочери его двоюродного брата по отцовской линии Муавии ибн аль-Мугиры, у него родился старший сын Абдуль-Малик ибн Марван, ещё один сын Муавия и дочь Умм Амр. Его жена Лейла бинт Заббан ибн аль-Асбах из племени калб родила ему Абд аль-Азиза и дочь Умм Усман, а другая жена, Кутайя бинт Бишр из клана килаб, родила ему Бишра и Абд ар-Рахмана, умершего в детстве. Одна из жен Марвана, Умм Абан, была дочерью его двоюродного брата по отцовской линии, Усмана ибн Аффана, который стал халифом в 644 году. Она была матерью шести его сыновей, Абана, Османа, Убейдаллаха, Айюба, Дауда и Абдаллаха, последний из них умер в детстве. Марван также был женат на женщине из клана махзум, Зайнаб бинт Умар, у которой был сын от первого брака Умар. Наложницу Марвана также звали Зайнаб, и она родила ему сына Мухаммеда.